# Oliver E. Williamson

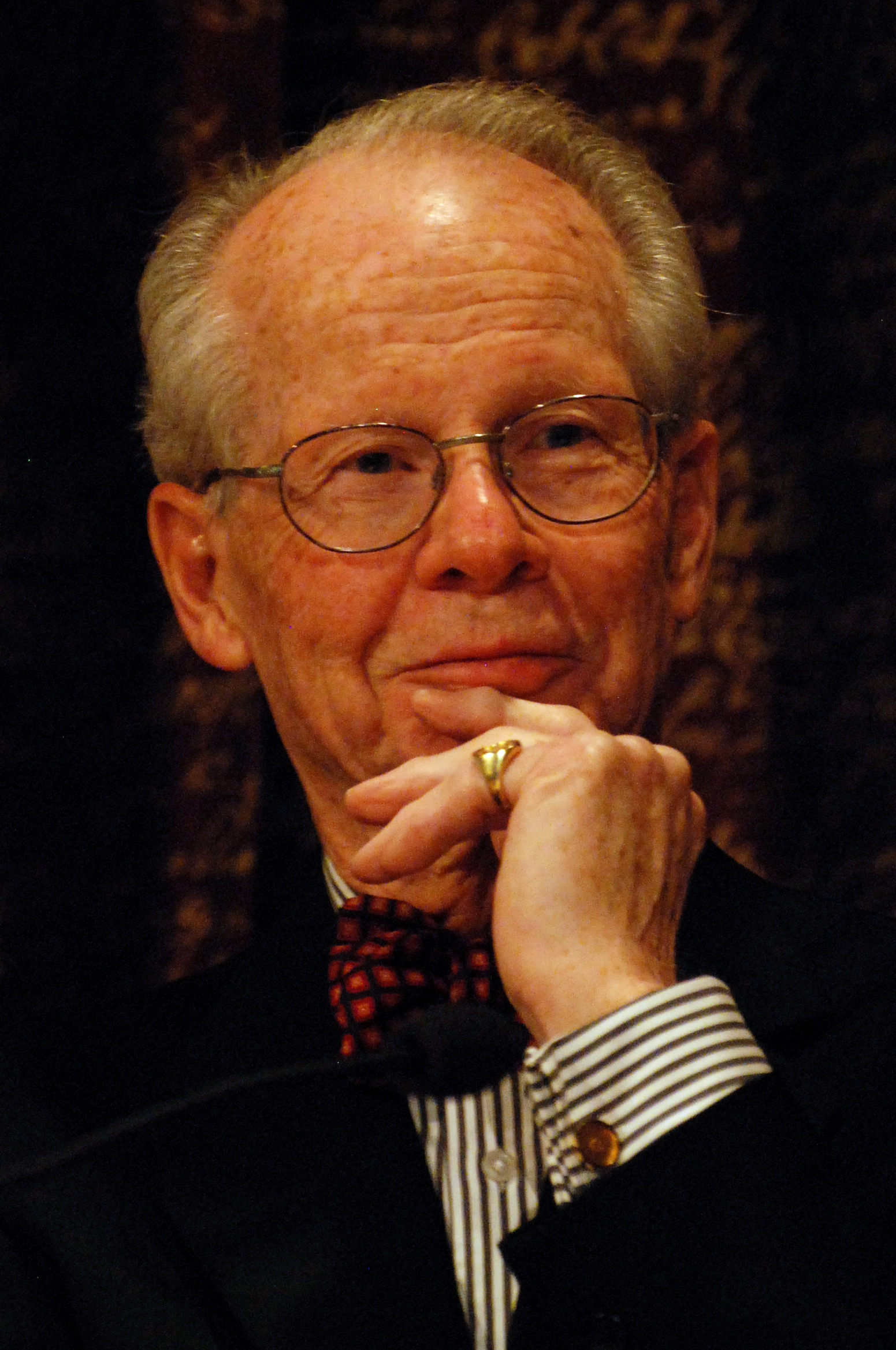
Oliver Eaton Williamson (2009)

Oliver Eaton Williamson (* 27. September 1932 in Superior, Wisconsin; † 21. Mai 2020  in Berkeley, Kalifornien) war ein US-amerikanischer Wirtschaftswissenschaftler. Bekannt wurde er als Institutionenökonom, der sich vor allem mit der Transaktionskostenökonomie beschäftigte. Im Jahr 2009 wurde ihm gemeinsam mit Elinor Ostrom der Alfred-Nobel-Gedächtnispreis für Wirtschaftswissenschaften zuerkannt.

## Leben
Williamson machte seinen Bachelor-Abschluss 1955 am Massachusetts Institute of Technology (MIT), seinen MBA-Abschluss 1960 an der Stanford University und seinen Doktortitel (PhD) im Jahr 1963 an der Carnegie Mellon University. Ab 1988 war er Edgar-F.-Kaiser-Professor für Betriebswirtschaftslehre, Professor für Volkswirtschaftslehre und Professor für Rechtswissenschaft an der University of California, Berkeley. Williamson bekam von mehreren Universitäten weltweit die Ehrendoktorwürde verliehen. 1983 wurde er in die American Academy of Arts and Sciences und 1994 in die National Academy of Sciences aufgenommen. Der Vater von fünf Kindern war ab 1957 mit Dolores Celeni verheiratet.
Williamson Arbeiten zur Frage, warum Unternehmen entstehen, machten ihn bekannt. Auf dem Gebiet der Institutionen-Ökonomik erforschte er das Zusammenspiel von Märkten und Organisationen.

## Werke
Williamson wurde vor allem mit zwei Büchern weithin bekannt:
- Markets and Hierarchies (1975)
- The Economic Institutions of Capitalism (1985)

## Williamson Trade-Off
Der von Oliver E. Williamson erstmals 1968 vorgestellte Trade-off besagt, dass die aus einer Fusion oder einem Unternehmenskauf resultierenden Kostensenkungen und Synergien (Nutzen) mit dem durch die Marktmacht bedingten Wohlfahrtsverlust (Opportunitätskosten) zu vergleichen sind. Überwiegt der Nutzen die Kosten, so ist eine Fusion oder ein Unternehmenskauf aus ökonomischer Sicht vertretbar.
Die Auswirkungen auf die Wohlfahrt und den Marktpreis, die sich durch Fusion oder Unternehmensübernahme ergeben, können mit dem Williamson Trade-off analysiert werden.
Gemäß der Annahme kann ein konzentriertes Unternehmen aufgrund von Skaleneffekten zu geringeren Grenzkosten produzieren. Dabei sind zwei Fälle zu unterscheiden:
- Ist das konzentrierte Unternehmen einziger Anbieter, wird es Monopolverhalten praktizieren und den Cournot-Punkt realisieren. Hieraus ergeben sich wiederum zwei Effekte: 
  - Zum einen spiegeln gesunkene Grenzkosten eine Steigerung der Wirtschaftlichkeit in der Produktion wider.
  - Zum anderen führt eine Verringerung der Angebotsmenge durch den neuen Monopolisten zu einem Wohlfahrtsverlust, weil Konsumenten, die zum ursprünglichen Marktpreis unter vollkommener Konkurrenz das Produkt kauften, nun eine zu geringe Zahlungsbereitschaft haben („ineffiziente Allokation“). Somit ist der Gesamtwohlfahrtseffekt schwer zu bemessen, da einem Wohlfahrtsgewinn durch Effizienzsteigerung ein Wohlfahrtsverlust durch Monopolmacht gegenübersteht.
- Ist das fusionierte Unternehmen nicht der einzige verbliebene Anbieter im Markt, wird sich ein neuer Preis nur minimal über dem Preis vor der Unternehmenskonzentration einstellen, da eine Realisierung eines höheren Monopolpreises aufgrund der Konkurrenz, die annahmegemäß zu alten Grenzkosten und somit altem Preis anbieten kann, nicht möglich ist (Bertrand-Wettbewerb).